# Fain-lès-Montbard
Fain-lès-Montbard is een gemeente in het Franse departement Côte-d'Or (regio Bourgogne-Franche-Comté) en telt 278 inwoners (2005). De plaats maakt deel uit van het arrondissement Montbard.

## Geografie
De oppervlakte van Fain-lès-Montbard bedraagt 7,4 km², de bevolkingsdichtheid is 37,6 inwoners per km².
De onderstaande kaart toont de ligging van Fain-lès-Montbard met de belangrijkste infrastructuur en aangrenzende gemeenten.

## Demografie
Onderstaande figuur toont het verloop van het inwonertal (bron: INSEE-tellingen).